# Trischidium molle
Trischidium molle là một loài thực vật có hoa trong họ Đậu. Loài này được (Benth.) H.E. Ireland mô tả khoa học đầu tiên năm 2007.